# Famille Cybo
Pour les articles homonymes, voir Cybo.
 (décembre 2024).
 (juillet 2024).
La famille Cybo-Tomasello (ou Cibo) est une famille patricienne de Venise, originaire de Gênes, mais depuis longtemps en possession de la principauté de Massa et Carrare.

## Historique
Innocent VIII, pape issu de cette famille, procura à son fils illégitime Franceschetto Cybo, qu'il avait envoyé à Venise en 1488, l'agrégation à la noblesse de cette ville. Il avait épousé l'année auparavant Madeleine de Medicis, sœur du pape Léon X. Son fils Lorenzo fut général des troupes ecclésiastiques et épousa Ricarda de Malaspina, qui lui apporta le marquisat de Masse et de Carrare. Elle fut la mère de Giulio, qui s'étant joint à Gian Luigi Fieschi pour faire retomber la ville de Gênes entre les mains des Français, fut arrêté a Milan et exécuté.
L'empereur Maximilien II fit Alberico, frère de Giulio, mort sans enfants, prince de l'Empire en 1568. Alberico est fameux dans l'Histoire, d'une part pour sa valeur militaire dans beaucoup de guerres, d'autre part pour l'âge canonique de 96 ans qu'il atteignit. Il fut connu et estimé de 14 papes, de 6 empereurs, de 6 rois de France et de 3 rois d'Espagne. Son fils Alderame Cibo, qui se trouva à la bataille de Lepante, eut pour épouse Marphise, petite-fille d'Alphonse Ier, duc de Ferrare.

## Armes

Armes des Cibo.

Les armes de la famille se blasonnent ainsi : de gueules à une bande échiquetée d'argent et d'azur de trois rangs d'échets, sous un chef d'argent, chargé d'une croix de gueules qui est de Gênes, abaissé sous un autre chef d'Empire: d'or à l'Aigle éployée de sable.